# Midland Group Championships 1988
Midland Group Championships 1988 — жіночий тенісний турнір, що проходив на закритих кортах з килимовим покриттям Брайтонського центру в Брайтоні (Англія) в рамках Туру WTA 1988. Відбувся водинадцяте і тривав з 25 жовтня до 30 жовтня 1988 року. Перша сіяна Штеффі Граф здобула титул в одиночному розряді, свій другий на цих змаганнях після 1986 року, й отримала 50 тис. доларів США а також 300 рейтингових очок Virginia Slims.

## Фінальна частина

### Одиночний розряд
Штеффі Граф —  Мануела Малеєва 6–2, 6–0
- Для Граф це був 11-й титул в одиночному розряді за сезон і 30-й — за кар'єру.

### Парний розряд
Лорі Макніл /  Бетсі Нагелсен —  Ізабель Демонжо /  Наталі Тозья 7–6(7–5), 2–6, 7–6(7–3)

## Призові гроші й рейтингові очки
| Дисципліна       | Дисципліна    | П       | F       | ПФ      | ЧФ     | 1/8    | 1/16   |
| Одиночний розряд | Призові гроші | $50,000 | $22,500 | $11,250 | $5,650 | $2,850 | $1,475 |
| Одиночний розряд | Очки          | 300     | 210     | 135     | 70     | 35     | 18     |